# Fuhnesümpfe östlich Löbejün
Die Fuhnesümpfe östlich Löbejün sind ein FFH-Gebiet in den Städten Zörbig und Südliches Anhalt im Landkreis Anhalt-Bitterfeld sowie der Stadt Wettin-Löbejün und der Gemeinde Petersberg im Saalekreis in Sachsen-Anhalt.

## Allgemeines
Das FFH-Gebiet ist circa 67 Hektar groß. Es grenzt nach Norden teilweise an das Landschaftsschutzgebiet „Fuhneaue“. Die Naturdenkmale „Fuhnesumpf bei Plötz mit Wasserfläche am Baustoffwerk“ und „Sumpfzypressenhain bei Mösthinsdorf“ liegen innerhalb des FFH-Gebietes. Es ist durch die Landesverordnung zur Unterschutzstellung der Natura 2000-Gebiete im Land Sachsen-Anhalt (N2000-LVO LSA) seit dem 21. Dezember 2018 rechtlich gesichert. Zuständige untere Naturschutzbehörden sind die Landkreise Anhalt-Bitterfeld und Saalekreis.

## Beschreibung
Das aus drei Teilflächen bestehende FFH-Gebiet liegt nördlich von Halle (Saale) und westlich von Bitterfeld-Wolfen. Es umfasst Feuchtgebiete in der Fuhneniederung. Zwei der Teilflächen grenzen an die Fuhne. Die Teilfläche bei Plötz wird überwiegend von Feuchtgrünland geprägt. Die Teilfläche bei Mösthinsdorf ist überwiegend mit einem Erlen-Eschenwald mit Übergängen zu einem Eichen-Hainbuchenwald bewaldet. Dazwischen siedeln Röhrichte, Seggenriede und Hochstaudenfluren. Die Teilfläche an der Riede ist teilweise bewaldet und wird teilweise von Grünland eingenommen. Hier stockt ein naturnaher Feuchtwald mit Gemeiner Esche und Feldulme. Dazu gesellen sich Flatterulme und Gewöhnliche Traubenkirsche. Die diese Teilfläche durchfließende Riede verfügt über Wasservegetation aus Krausem Laichkraut, Sumpfwasserstern und Schmalblättrigem Merk. Sie wird abschnittsweise von feuchten Hochstaudenfluren mit Gewöhnlicher Pestwurz, Rohrglanzgras und Giersch begleitet.